# Roger Berbig
Roger Berbig (Zürich, 6 november 1954) is een Zwitsers voormalig voetballer die speelde als doelman.

## Carrière
Berbig speelde gedurende zij hele carrière voor Grasshopper Club Zürich, hij wist op 11 juni 1983 in de wedstrijd tegen FC Winterthur een doelpunt te maken in de 6-1 gewonnen wedstrijd. Hij won met de club de landstitel in 1978, 1982, 1983, 1984 en won de beker in 1983.
Berbig speelde 18 interlands voor Zwitserland tussen 1978 en 1984.

## Erelijst
- Grasshopper Club Zürich
  - Landskampioen: 1978, 1982, 1983, 1984
  - Zwitserse voetbalbeker: 1983